# Café Paradis
Café Paradis är en dansk dramafilm från 1950 i regi av Bodil Ipsen och Lau Lauritzen jr.

## Utmärkelser
Filmen vann Bodilpriset för bästa danska film 1951.

## Rollista i urval
- Poul Reichhardt - Carlo Jensen
- Ingeborg Brams - Ester Jensen
- Ib Schønberg - Christian Birger
- Else Højgaard - Agnes
- Karin Nellemose - Rita Birger
- Agnes Thorberg Wieth - Christian Birgers mor
- Johannes Meyer - Mads
- Søren Weiss - Lille fyr
- Jørn Jeppesen - Vilhelm
- Inge Hvid-Møller - Nora
- Asbjørn Andersen - Dr. Olaf Martin
- Lau Lauritzen jr - Psykolog Ivers
- Aage Fønss - Direktör Svenningsen